# 飯田雪子
飯田 雪子（いいだ ゆきこ、1969年2月1日 - ）は、日本の小説家、イラストレーター。静岡大学教育学部美術科卒業。グラフィックデザイナーを経て、1994年より執筆活動を始める。

## 受賞歴
- 第1回ティーンズハート大賞『忘れないで -FORGET ME NOT-』

## 作品リスト

### 小説
- 忘れないで -FORGET ME NOT-（1994年、講談社X文庫ティーンズハート）
- あの扉を越えて（1994年、講談社X文庫ティーンズハート）
  - 復刊版（2008年、講談社X文庫ホワイトハート）
- 僕はここにいる（1995年、講談社X文庫ティーンズハート）
  - 復刊版（2007年、講談社X文庫ホワイトハート）
- 眠る記憶（1995年、講談社X文庫ティーンズハート）
- 遠い場所から（1995年、講談社X文庫ティーンズハート）
- 瓶の中のおしゃべり娘（1996年、講談社X文庫ティーンズハート）
- 無限世界の迷路（1998年、修文社オンライン出版）
- 地下十七階の亡霊（1999年、ファンタジーの森）
- 再生のとき（1999年、ファンタジーの森）
- リアライン（1999年、ファンタジーの森）
- 夏空に、きみと見た夢（2006年、ヴィレッジブックス）
- クリア・ヴォイス（2007年、GA文庫）
- さみしいうさぎ（2008年、ヴィレッジブックスedge）
- 風のむこう、きみへ続く道（2008年、双葉社）
- ラストノート 〜きみといた季節〜（2009年、ハルキ文庫）
- 桃花水 きみを待つ春のほとり（2009年、ヴィレッジブックスedge）
- 桜の下で、もういちど（2010年、ハルキ文庫）
- ハロウィーンの魔法使い（2011年、ヴィレッジブックスedge）
- アニバーサリー しあわせの降る場所（2012年、ハルキ文庫）
- 仔猫の恋（2012年、双葉社）
  - 文庫版（2015年、双葉社）
- きみの呼ぶ声（2012年、ポプラ文庫ピュアフル）
- いっしょにくらそ。
  - 1.ママとパパと、それからアイツ（2013年6月、角川つばさ文庫）
  - 2.キューピッドには早すぎる（2013年10月、角川つばさ文庫）
  - おもしろい話、集めました。1（2013年11月、角川つばさ文庫）短編が収録されている。
  - 3.ホントのキモチをきかせてよ（2014年5月、角川つばさ文庫）
- 八木澤菊乃の遺言（2013年12月 TO文庫）

### イラスト
- 自著『眠る記憶』（1995年、講談社X文庫ティーンズハート） - 表紙絵、挿絵
- 自著『遠い場所から』（1995年、講談社X文庫ティーンズハート） - 表紙絵、挿絵
- 自著『瓶の中のおしゃべり娘』（1996年、講談社X文庫ティーンズハート） - 表紙絵、挿絵
- 八木達彦『生化学へようこそ リカとルナのバイオ探検』（2001年、丸善） - 表紙絵、挿絵
- 大宮理『大宮理の化学［理論化学編］が面白いほどわかる本』（2003年、中経出版） - 挿絵
- 大宮理『大宮理の化学［無機化学編］が面白いほどわかる本』（2004年、中経出版） - 挿絵
- やまぐち健一『相対性理論が面白いほどわかる本』（2004年、中経出版） - 表紙絵
- 湯浅弘一『理系なら知っておきたい数学の基本ノート［微分・積分編］』（2004年、中経出版） - 表紙絵
- 大竹真一『理系なら知っておきたい数学の基本ノート［線形代数編］』（2005年、中経出版） - 表紙絵
- 大宮理『大宮理の化学［有機化学編］が面白いほどわかる本』（2005年、中経出版） - 挿絵
- 佐々木隆宏『佐々木隆宏の整数問題が面白いほどとける本』（2006年、中経出版） - 表紙絵
- 佐々木隆宏『佐々木隆宏の数学の論証力・答案作成力が面白いほど身につく本』（2007年、中経出版） - 表紙絵
- 佐々木隆宏『佐々木隆宏の数学の発想力が面白いほど身につく本』（2007年、中経出版） - 表紙絵

### 漫画原作
- 夏空に、きみと見た夢（作画：平尾アウリ、FlexComixフレア、既刊1巻）